# Tropisternus natator
Tropisternus natator är en skalbaggsart som beskrevs av Armand D'Orchymont 1938. Tropisternus natator ingår i släktet Tropisternus och familjen palpbaggar. Inga underarter finns listade i Catalogue of Life.